# I Am...
I Am... é o terceiro álbum de estúdio do rapper norte-americano Nas, lançado em 6 de abril de 1999 através da Columbia Records. Após o sucesso comercial e crítico de It Was Written (1996), Nas começou a trabalhar em um álbum duplo que mesclava os estilos de seus dois primeiros álbuns e detalhava inúmeros aspectos de sua vida. Apesar dele ter conseguido utilizar grande parte das canções, outras faixas que fariam de I Am... um álbum duplo vazaram na Internet no formato MP3, forçando-o a gravar material inédito para o lançamento de dois projetos individuais (daí o lançamento de Nastradamus no mesmo ano). O álbum contém colaborações com Puff Daddy, Scarface, DMX e Aaliyah.
O álbum incorpora uma mistura de hardcore hip hop e storytelling, com temas predominantemente baseados nas reflexões de Nas sobre a fama, a indústria do rap, a vida urbana na América e sua infância em Queensbridge. I Am... aborda uma variedade de questões sociais e experiências pessoais, oferecendo um olhar mais profundo sobre a vida de Nas e sua perspectiva sobre o mundo ao seu redor.
O álbum estreou no topo da Billboard 200, vendendo mais de 470.000 cópias em sua primeira semana. I Am… posteriormente recebeu o certificado de platina dupla da Recording Industry Association of America (RIAA), tornando-se o segundo álbum mais vendido de Nas nos Estados Unidos, atrás apenas de It Was Written. Após seu lançamento, o álbum recebeu availações geralmente positivas dos críticos musicais.

## Antecedentes
O álbum foi originalmente planejado como um álbum duplo, intitulado I Am...The Autobiography. No entanto várias gravações das sessões originais foram vazadas, tornando-se alvo de pirataria, consequentemente forçando Nas a descartar múltiplas canções e ajustar o lançamento para apenas um disco. I Am... tornou-se um dos primeiros grandes lançamentos a ser amplamente distribuído ilegalmente utilizando a tecnologia MP3. Algumas das faixas vazadas foram posteriormente incluídas na coletânea The Lost Tapes em 2002.
O conceito do álbum, como pode ser visto em faixas como "Fetus" de The Lost Tapes, era ser uma espécie de autobiografia para Nas. Embora várias versões piratas tenham aparecido na Internet ao longo dos anos, uma versão oficial do álbum duplo pretendido nunca vazou e não é claro se o projeto foi concluído ou não.

### Lista de faixas do vazamento de 1998
- 01. Fetus (Belly Button Window) (lançada em The Lost Tapes)
- 02. Small World (lançada em I Am...)
- 03. Money Is My Bitch (lançada em I Am...)
- 04. Project Windows (lançada em Nastradamus)
- 05. Poppa Was a Player (lançada em The Lost Tapes)
- 06. Dr. Knockboots (Do's and Don't) (lançada em I Am...)
- 07. Day Dreamin' Stay Schemin'
- 08. Sometimes I Wonder
- 09. The Hardest Thing to Do Is Stay Alive
- 10. Drunk by Myself (lançada em The Lost Tapes)
- 11. Wanna Play (lançada em Live on Lenox de Dame Grease)
- 12. Blaze a 50 (lançada em The Lost Tapes)
- 13. We Will Survive (lançada em I Am...)

Outras canções vazadas incluem "Finda Ya Wealth" (lançada em Finest de QB), "U Got Love It" (lançada em The Lost Tapes), My Worst Enemy, Amongst Kings e The Rise & Fall.
Uma prensagem oficial de dois LPs da versão "Autobiography" (utilizando a lista de faixas do vazamento de 1998) foi lançada pela Columbia/Legacy/Sony para a Record Store Day em 24 de novembro de 2023.

## Capa
A capa do álbum é gravada com uma máscara do rosto de Nas representando um faraó.

## O conceito original
A ideia inicial era a de um álbum duplo intitulado I Am .. The Autobiography, como tinha preparado Nas mais de cem faixas durante as sessões de gravação. Optou-se por um único disco depois que a maior parte de sons do segundo disco vazaram na mídia. Algumas músicas foram então colocados na compilação de The Lost Tapes.

## Lista de faixas
| N.º            | Título                                            | Compositor(es)                          | Producer(s)                     | Duração |  |
| 1.             | "Album Intro"                                     | Nasir Jones                             |                                 | 2:50    |  |
| 2.             | "N.Y. State of Mind Pt. II"                       | Jones Christopher Martin                | DJ Premier                      | 3:36    |  |
| 3.             | "Hate Me Now" (com part. de Puff Daddy)           | Jones Gavin Marchand                    | Pretty Boy D. Moet Trackmasters | 4:44    |  |
| 4.             | "Small World"                                     | Jones Carlos Broady Nashiem Myrick      | Myrick Broady                   | 4:45    |  |
| 5.             | "Favor for a Favor" (com part. de Scarface)       | Jones Brad Jordan Leshan David Lewis    | L.E.S.                          | 4:07    |  |
| 6.             | "We Will Survive"                                 | Jones Jamel Edgerten                    | Trackmasters Jamel Edgerten     | 5:00    |  |
| 7.             | "Ghetto Prisoners"                                | Jones Damon Blackmon                    | Dame Grease                     | 4:00    |  |
| 8.             | "You Won't See Me Tonight" (com part. de Aaliyah) | Jones Timothy Mosley Melissa Elliott    | Timbaland                       | 4:22    |  |
| 9.             | "I Want to Talk to You"                           | Jones Lewis Alvin West                  | L.E.S. Alvin West               | 4:36    |  |
| 10.            | "Dr. Knockboot"                                   | Jones Samuel Barnes Jean-Claude Olivier | Trackmasters                    | 2:25    |  |
| 11.            | "Life Is What You Make It" (com part. de DMX)     | Jones Lewis Earl Simmons                | L.E.S.                          | 4:04    |  |
| 12.            | "Big Things"                                      | Jones Michael Masser West               | Alvin West                      | 3:39    |  |
| 13.            | "Nas Is Like"                                     | Jones Martin                            | DJ Premier                      | 3:57    |  |
| 14.            | "K-I-SS-I-N-G"                                    | Jones Robert Kelly Lewis West           | L.E.S. Alvin West               | 4:15    |  |
| 15.            | "Money Is My Bitch"                               | Jones Barnes Olivier                    | Alvin West Trackmasters         | 4:02    |  |
| 16.            | "Undying Love"                                    | Jones Lewis                             | L.E.S.                          | 4:23    |  |
| Duração total: | Duração total:                                    | Duração total:                          | Duração total:                  | 64:45   |  |

Notes
- Na versão de fita cassete, "Pray" com participação de Bravehearts é incluída como faixa 13, produzida por EZ Elpee.